# Зарзир
Зарзи́р (официально «Бейт Зарзи́р», араб. زرزير‎, ивр. זרזיר‎) — бедуинская деревня в северном округе Израиля. Находится по дороге из Хайфы в Нацерет- Илит. Имеет статус местного совета с 1996 года.
Название деревни произошло от скворцов (араб. زرزير‎ — Зарзир) живущих в этой местности.

## Население
По данным Центрального статистического бюро Израиля, население на начало 2020 года составляло 8 119 человек.
Общий прирост населения составляет 2,5 %. На каждых 1000 мужчин приходится 969 женщин.
Деревню населяют пять разных бедуинских кланов.
Многие строят карьеру в израильской армии.
Племя Мазарибов
Племя мазарибов насчитывает 2700 жителей. Уроженец этого племени Амос Аркони стал первым бедуинским высокопоставленным офицером АОИ. 
Племя Грифат
Насчитывает 2500 человек. Пришли 400 лет назад из Бахрейна (Аравийский полуостров). Подвергались турецким гонениям в османский период. В 1895 году рассеялись и перестали жить, как племя, но в 1958 году соединились в Зарзире.
Племя Аль Хаиб Абу Сия
Одно из крупнейших бедуинских племён мира с историческим наследием. Во времена британского мандата племя заключило союз с Израилем через Игаля Алона.
| Категория     | Численность в % |
| ------------- | --------------- |
| 0—4 лет       | 13,8            |
| 5—9 лет       | 13,6            |
| 10—14 лет     | 13,1            |
| 15—19 лет     | 11,0            |
| 20—29 лет     | 17,0            |
| 30—44 лет     | 19,0            |
| 45—59 лет     | 8,0             |
| 60—64 лет     | 1,7             |
| старше 65 лет | 2,7             |